# Yarram

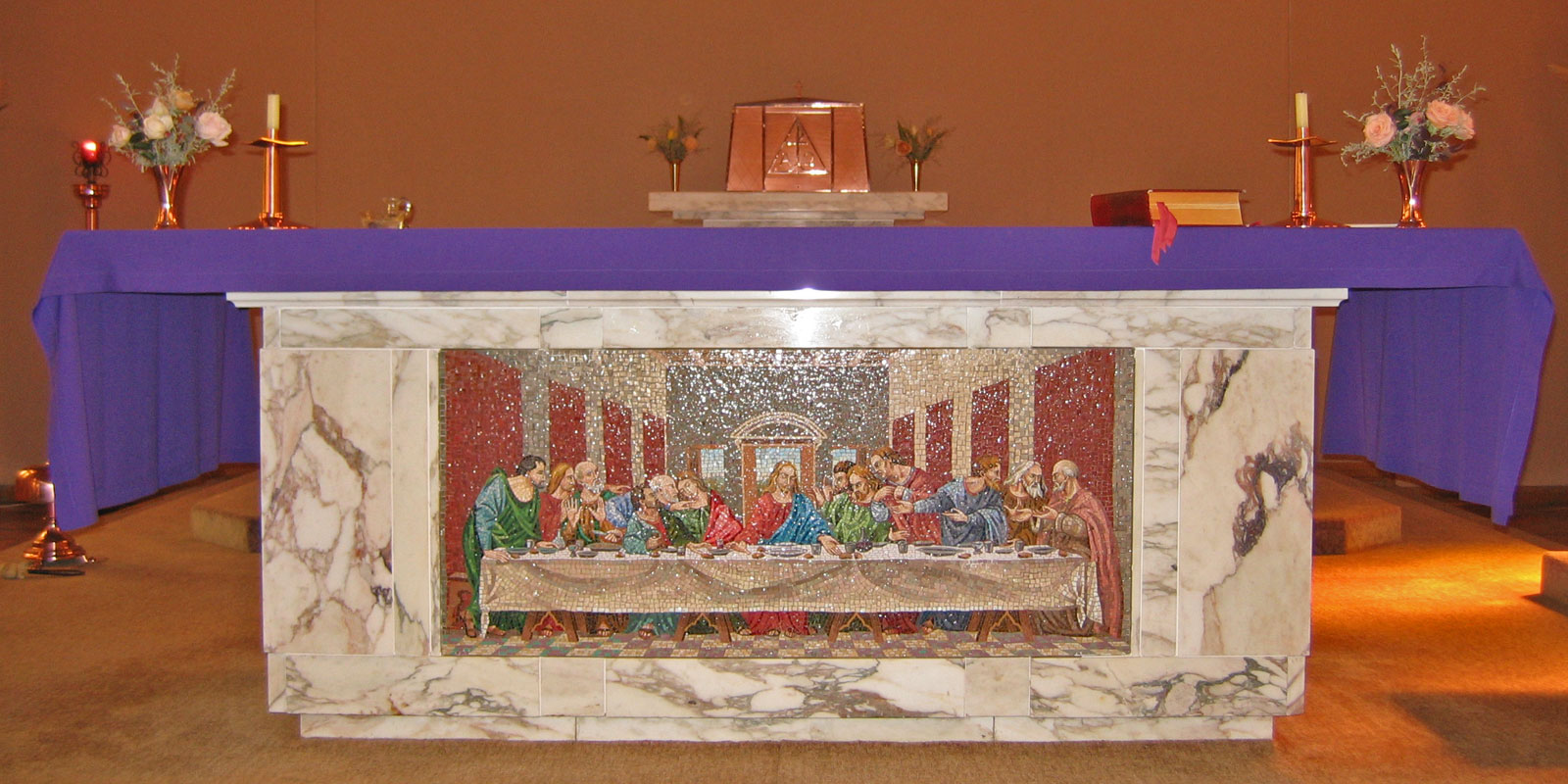
Mosaik des Letzten Abendmahles am Altar der Catholic Church in Yarram

Yarram ist eine Stadt im südlichen Gippsland im australischen Bundesstaat Victoria. Der Aborigines-Ausdruck 'Yarram Yarram' bedeutet vermutlich "viel Wasser", aber man weiß nicht, von welcher Stammessprache dieser Ausdruck stammt. Die Stadt liegt in der Local Government Area Wellington Shire und in der letzten Volkszählung 2016 wurde eine Einwohnerzahl von 1734festgestellt, die über die letzten Jahrzehnte fast gleich geblieben ist. Die Stadt ist ein Unterzentrum für den umgebenden landwirtschaftlich genutzten Distrikt und hat eine sehr engagierte Bevölkerung, die sich besonders für Sport interessiert. Yarram liegt ca. eine Fahrstunde vom Wilsons Promontory entfernt. In der Nähe liegen die Kleinstädte Welshpool, Alberton und Foster.

## Geschichte
Die früheren Besitzer des Landes, auf dem Yarram heute liegt, waren die Kurnai, die aus fünf größeren Familienclans, bzw. Sprachgruppen, bestanden. Die Kurnai wehrten sich gegen die Landnahme durch die europäischen Einwanderer und wurden in der Folge niedergemetzelt.
Durch seine Lage in der Nähe eines der ersten Handelsniederlassungen in Victoria, Port Albert, wuchs die Stadt nach der Ansiedlung der ersten Einwanderer schnell, weil sie inmitten eines reichen Farmlandes lag, das Milchprodukte an ganz Australien lieferte, und auch wegen der Holzindustrie.

In 1841 the site, originally a low-lying swamp, was chosen by a Scottish clan leader, Aeneas Ronaldson MacDonnell, who, with his fellow Scots, attempted to set up a feudal-style court. However, the experiment folded and he subsequently moved to New Zealand. (dt.: 1841 wurde die Gegend, ursprünglich ein niedrig gelegenes Sumpfland, vom Vorstand des schottischen Familienclans, Aeneas Ronaldson McDonald, (als Siedlungsland) gewählt und man wollte eine Hofhaltung im feudalen Stil errichten. Aber das Experiment misslang und er zog aus diesem Grunde nach Neuseeland um.)

Das erste Postamt wurden am 1. Februar 1861 unter dem Namen 'Yarram Yarram' eröffnet und 1925 in 'Yarram' umbenannt. Der Eisenbahnanschluss kam 1921 und im Oktober 1987 wurde die Linie zwischen Welshpool und Leongatha aufgelassen.

## Yarram heute
Yarram ist heute wegen des nahegelegenen Ninety Mile Beach, Port Albert und seiner klassischen Architektur in seiner Hauptstraße, besonders des Regent Theatre, bekannt. Es gibt dort eine bekannte Bäckerei, die den Großen Australischen Meat-Pie-Wettbewerb viele Jahre lang gewonnen hat.
In der Stadt gibt es einen Footballverein, der in der Alberton Football League spielt. In Yarram sind viele ehemalige Footballspieler zu Hause, z. B. Royce Vardy und Anthony Banik (Richmond Tigers) und Andrew Dunkley (Sydney Swans).
Golfer spielen auf dem Platz des Yarram Golf Club an der Old Sale Road.
Jedes Jahr im August findet in Yarram ein Eisteddfod statt, in dem sich die künstlerischen Talente aus der Gegend in den Disziplinen Musik, Rede und Drama beweisen können.